# Herb gminy Łęczyce
Herb gminy Łęczyce – jeden z najważniejszych symboli gminy Łęczyce.

## Wygląd i symbolika
Herb przedstawia na tarczy typu hiszpańskiego w kolorze zielonym po prawej stronie na górze srebrny wizerunek gryfa pomorskiego z czarnym dziobem i pazurami - symbol Pomorza i Kaszub. Po lewej stronie, w dolnej części, umieszczono stylizowaną literę Ł - jest to inicjał od nazwy Łęczyce. 